# Peter Klaus Steinmann
Peter Klaus Steinmann (* 19. Juli 1935; † 31. Oktober 2004 in Berlin) war ein deutscher Puppenspieler, der das Puppenspiel in Deutschland maßgeblich beeinflusste und dem Figurentheater neue Impulse gab.

## Beruflicher Werdegang
Peter Klaus Steinmann lernte die Grundlagen des Puppenspiels von 1950 bis 1953 in Kursen bei Friedrich Arndt, der ihn auch anregte, nach dem Schulabschluss eine erste kleine Puppenbühne zu gründen. Nach einer erfolgreich absolvierten Berufsausbildung zum Maurer begann Steinmann ein Studium an der Meisterschule für Kunsthandwerk in Berlin mit der Ausrichtung auf Puppentheater und Puppenbau. Von 1959 an widmete er sich ausschließlich und professionell dem Puppenspiel. 1962 heirateten Peter Klaus Steinmann und Benita Richter, und er machte die Grafikdesignerin auf diese Weise zu seiner Partnerin im Puppenspiel.
Gemeinsam mit Benita Steinmann gründete er 1964 in Berlin „die bühne“ – Literarisches Figurentheater Steinmann, das bis zum Jahr 1984 seinen Sitz im Haus der Urania hatte. Lange Zeit war die bühne das einzige stationäre Figurentheater im Westteil der Stadt. In Abendveranstaltungen spielten die Steinmanns dort literarische Stücke für Erwachsene mit Handpuppen und Figuren oberhalb der Spielleiste. Dabei bemühte sich Steinmann, dem Klischee vom Puppenspiel als dilettantischer Kinderbelustigung entgegenzuwirken und das Figurentheater als eine dem Personentheater gleichberechtigte „kleine Form“ mit ganz eigenen Interpretationsmöglichkeiten ins Bewusstsein zu rücken.
Im Kinderspiel verzichtete Steinmann auf die Figur des Kaspers, da er ihn in seinem Rollenverhalten für zu festgelegt hielt. Über seine ablehnende Haltung gegenüber der Kasperfigur entstand eine längere, öffentliche Kontroverse mit seinem früheren Lehrer und Leiter der Hamburger Hohnsteiner Puppenspiele, Friedrich Arndt. In Steinmanns Stücken waren die handelnden Puppen nicht von vornherein als „gut“ oder „böse“ zu erkennen. Die Kinder wurden dazu angeregt, mitzudenken und differenzierte Meinungen zu den Handlungsweisen der agierenden Figuren zu entwickeln. Dabei bezog er immer mehr das offene Spiel vor der Bühne mit ein, bei dem neben der Figur auch die Spieler zu sehen sind. Auch suchte er nach neuen Formen, was – wie in dem Stück Die große rote Teekanne – bis zum völligen Verzicht auf eine herkömmliche Bühne führen konnte.
Mit mobiler Bühne traten die Steinmanns in Schulen und Jugendheimen auf oder waren mit ihrer Reisebühne auf Tournee. Steinmann arbeitete als Theaterleiter, Puppenspieler und Puppenbildner. Er schrieb Stücke und führte außerdem Regie – meist im eigenen Theater, oft bei befreundeten Kollegen, aber auch bei Figuren- und Puppenspielfilmen für das Fernsehen (SDR), wie z. B. in dem Stück Der Gulp aus dem Jahr 1974, für das Albrecht Roser die Figuren schuf.
Viele Jahre kam Steinmann einer Lehrtätigkeit an der Pädagogischen Hochschule Berlin nach und vermittelte dort angehenden Lehrern von 1968 bis 1977 Kriterien und Grundlagen des Figurenspiels. Er kümmerte sich außerdem um die Organisation von Festivals, beteiligte sich an Ausstellungen über das Figurentheater und war nicht zuletzt Autor vieler Bücher und Fachartikel über das Figuren- und Puppenspiel. So betreute Steinmann 1968–1973 die Verbandszeitschrift Puppenspiel-Information und 1996–2004 die Verbandszeitschrift Puppen, Menschen und Objekte redaktionell.
1998, zwei Jahre nach dem Tod seiner Frau, gab Peter Klaus Steinmann den Spielbetrieb auf. 2004 starb er, ebenfalls nach längerer Krankheit, in Berlin.

## Mitgliedschaften
Steinmann war 1968 Gründungsmitglied im Verband Deutscher Puppentheater und engagierte sich stark in der Verbandsarbeit. Dort initiierte er u. a. Gemeinschaftsinszenierungen, bei denen er auch Regie führte. So entstand z. B. im Jahr 1973 für die 6. Woche Internationalen Puppenspiels in Braunschweig Der Besuch der alten Dame von Friedrich Dürrenmatt. 

## Auszeichnungen
- 1961 Brüder-Grimm-Preis der Stadt Berlin

## Inszenierungen

### Für Erwachsene
- 1959: Commedia dell’Jazz; Hände Puppen und Musik – ein Szenenprogramm (1. Fassung); Madame irrt sich – eine Humoreske mit Puppen
- 1960: Orpheus – ein dramatischer Versuch
- 1962: Bühne frei, die Puppen kommen
- 1964: Faust – ein Puppenspektakel; Mord – ein kriminelles Stück
- 1965: Schatten – nach Hans Christian Andersen; Turandot; Professor Knöchel von Walter Buller; Wie man Wünsche am Schwanz packt von Pablo Picasso; Fünfzehn Schnüre Geld von Günther Weisenborn
- 1966: Hände Puppen und Musik – ein Szenenprogramm (2. Fassung); Der Großtyrann und das Gericht von Werner Bergengruen; Alle die da fallen von Samuel Beckett
- 1967: Das Incognito von Joseph von Eichendorff; Leonce und Lena von Georg Büchner; Der Tod des Tintagiles von Maurice Maeterlinck; Sganarell – ein "Klamöttchen" von Molière
- 1968: Wie kann man nur mit Puppen spielen?; Atlantis von Dieter Waldmann; Ballade vom großen Makabren – A: Michel de Ghelderode, I und F: Steinmann, B: Karl Heinz Buller, SP: Benita Steinmann, Steinmann, Alexander Kretschmar, M: H.O.Torst, T/B: Till Willsdorf
- 1969: Jaufie Rudel de Blaia nach Die Prinzessin von Tripoli – A: Alfred Döblin, I: Steinmann, F und B: Peter Hübel, SP: Benita Steinmann, Steinmann, Alexander Kretschmar, Klaus-Peter Zulla, M: H.O.Torst, T/B: Till Willsdorf; Dieb und König – A: Rolf Schneider, I und F: Steinmann,  SP: Benita Steinmann, Steinmann, Ulrich Staps, B:Alex Feinrich,T/B: Till Willsdorf
- 1970: Die Metamorphosen des Till Eulenspiegel – A: Steinmann, R: Friedrich Arndt, F: Peter Hübel, Alf Trenk, Siegurd Kuschnerus, Karl Heinz Buller, Rainer Hachfeld, SP: Benita Steinmann, Steinmann, Ulrich Staps, M: H.O.Torst, T/B: Klaus Zulla; Romulus der Große – A: Friedrich Dürrenmatt, I: Ulrich Staps, F: Rita und Christoph Brändli,  SP: Rita Brändli, Christoph Brändli, Ulrich Staps, B: Theodor Werner Schröder,T/B: Klaus Zulla
- 1978: Hände, Puppen und Musik – ein Szenenprogramm (3. Fassung)
- 1980: Der Fischer und seine Frau – ein Märchen für Erwachsene von Steinmann
- 1983: Theatrum Nostalgicum – (Zwei Märchen, A: Steinmann / Max Jakob)

### Für Kinder
- 1957: Der Schatz
- 1958: Der Schnupfen; Was nun?
- 1959: Der Geist; Alois Schuh sucht seinen Bruder; Ein Märchen
- 1960: Die Geschichte vom Eric; Der Besengeist
- 1961: Kalle greift ein; Die Räuberballade
- 1962: Die Japanische Legende; Die Blume
- 1963: Im Land der gelben Feder; Das Preisrätsel; Die Weihnachtseule
- 1964: Der Schatz im Meer; Der kleine Muck
- 1965: Die Bremer Stadtmusikanten; Ignatz der Tiger;
- 1966: Die falsche Tante (Späterer Titel: Karlchen und der Kakadu); Prinzessin Pimpi nach Gunhild Paehr
- 1967: Sträußchen; Der steinerne Drache; Die Zauberblume
- 1968: Die Rosine ohne Kuchen; Der kleine Däumling
- 1970: Der Fischer und seine Frau (Märchen)
- 1971: Oma Sabella; Eins, zwei, drei, da kommt die Polizei (Aufführung für das Internationale Kinder- und Jugendtheater-Festival Berlin in der Akademie der Künste. Erster Versuch der offenen Spielweise vor der Bühne und im Publikum) A: Benita und Steinmann, SP: Benita und Steinmann, Alexander Kretschmar, Ulrich Staps
- 1972: Ufo, Mingi und der Fleck von Benita Steinmann; Die Hickewaks; Birsel und Nursel
- 1973: Igitt,Igitt (in offener Spielweise)
- 1975: Der mächtige Milan (in offener Spielweise); Die große rote Teekanne (in offener Spielweise)
- 1977: Opa Hickewak und das Monster (in offener Spielweise)
- 1979: Die fliegenden Windwürmer A: Friedrich Arndt, Kurt Spöri, Benita und Steinmann (in offener Spielweise).

Legende: A= Autor, I= Inszenierung, R= Regie, F= Figurengestaltung, K= Kostüme, B= Bühnenbild, SP= Spieler und Sprecher, M= Musik, T/B= Technik/Beleuchtung

## Veröffentlichungen
Autor
- Figurentheater: Reflexionen über ein Medium, Puppen & Masken, Frankfurt am Main 1983, vergriffen
- Puppen für "die bühne", Puppen & Masken, Frankfurt am Main 1984, ISBN 978-3-922220-29-9
- Skizzen – auf der Suche nach Puppen, Puppen & Masken, Frankfurt am Main 1987, ISBN 978-3-922220-32-9
- Theaterpuppen – Ein Handbuch in Bildern, Puppen & Masken, Frankfurt am Main 1992, ISBN 978-3922220-61-9
- Die Theaterfigur auf der Hand, Puppen & Masken, Frankfurt am Main 2005, ISBN 978-3-935011-55-6
- Die kleine Form – Szenen für das Figurentheater, Puppen & Masken, Frankfurt am Main 2006, ISBN 978-3-935011-09-9
- Igitt-Igitt – Ein Stück über Vorurteile, Puppen & Masken, Frankfurt am Main 2008, ISBN 978-3-935011-22-8
- Artikel in: Handbuch der Spielpädagogik, Bd. 3, Vlg. Schwann, Düsseldorf 1984, (S. 417–431)
- Artikel in: Wolfgang Schneider / Dieter Brunner (Hg.), Figurentheater – Das Theater für Kinder? Puppen & Masken, Frankfurt am Main 1993, ISBN 978-3-922220-64-0

Herausgeberschaft
- Walter Büttner: Die Reise nach Ostindien, Puppen & Masken, Frankfurt am Main 1988, ISBN 978-3-935011-41-9
- Peter Weitzner: Objekttheater – Zur Dramaturgie der Bilder und Figuren, Puppen & Masken, Frankfurt am Main 1993, ISBN 978-3-922220-63-3